# Grand Prix de Pau 1936
Grand Prix de Pau 1936 je bila prva neprvenstvena dirka v sezoni 1936. Odvijala se je 1. marca 1936 v francoskem mestu Pau. 

## Poročilo

### Pred dirko
To je bila prva dirka sezone. Scuderia Ferrari je bila že na poti na dirko, toda ne meji so jih ustavili na direktni ukaz Benita Mussolinija, ki ni dovolil dirkati nobenemu italijanskem moštvu v Franciji do konca zasedanja Združenih narodov 10. marca. Štartna vrsta je bila tako zmanjšana na deset dirkalnikov. 

### Dirka
Na štartu je povedel Jean-Pierre Wimille z Bugattijem T59 in je začel bežati ostalim, za njim so bili Raymond Sommer, Charles Martin in Philippe Étancelin. Slednjemu je že kmalu uspelo prehiteti Martina in Sommerja, toda Wimillu se mu ni uspelo približati. V tridesetem krogu je moral vodilni Wimille odstopiti zaradi okvare zavor, tako je vodstvo prevzel Étancelin. Novi vodilni se je še vedno boril s Sommerjem, ki mu je uspelo Étancelina tudi prehiteti, toda v petinsedemdesetem krogu je moral odstopiti zaradi okvare zadnjega vpetja. V zadnjih krogih je imel težave z dirkalnikom tudi vodilni Étancelin, ki je kljub težavam z motorjem uspel do cilja ohraniti trinajstsekundno prednost pred Martinon, tretje mesto je osvojil Marcel Lehoux z minuto in pol zaostanka, četrti in zadnji uvrščeni pa je bil španski dirkač José María de Villapadierna. 

## Rezultati

### Dirka
| Poz | Št | Dirkač                      | Moštvo                     | Dirkalnik         | Krogi | Čas/Odstop    | Št. m. |
| --- | -- | --------------------------- | -------------------------- | ----------------- | ----- | ------------- | ------ |
| 1   | 4  | Philippe Étancelin          | Privatnik                  | Maserati V8-RI    | 100   | 3:22:26,6     | 4      |
| 2   | 24 | Charles Martin              | Privatnik                  | Alfa Romeo Tipo B | 100   | + 13,4s       | 3      |
| 3   | 12 | Marcel Lehoux               | Privatnik                  | Bugatti T51       | 100   | + 1:31,4      | 5      |
| 4   | 20 | José María de Villapadierna | Scuderia Villapadierna     | Alfa Romeo Tipo B | 97    | +3 krogi      | 6      |
| Ods | 14 | Raymond Sommer              | Privatnik                  | Alfa Romeo Tipo B | 75    | Zadnje vpetje | 2      |
| Ods | 26 | Jean Delorme                | Privatnik                  | Bugatti T51       | 50    | Ventil        | 9      |
| Ods | 6  | Jean-Pierre Wimille         | Automobiles Ettore Bugatti | Bugatti T59       | 29    | Zavore        | 1      |
| Ods | 18 | Robert Brunet               | Privatnik                  | Maserati 8CM      | 7     | Zavore        | 7      |
| Ods | 10 | Raph                        | Privatnik                  | Alfa Romeo Tipo B | 4     | Motor         | 8      |
| Ods | 22 | Mlle. Hellé-Nice            | Privatnica                 | Alfa Romeo Monza  | 3     | Trčenje       | 10     |
| DNA | 2  | Tazio Nuvolari              | Scuderia Ferrari           | Alfa Romeo 8C-35  |       |               |        |
| DNA | 8  | Antonio Brivio              | Scuderia Ferrari           | Alfa Romeo 8C-35  |       |               |        |
| DNA | 16 | Giuseppe Farina             | Scuderia Ferrari           | Alfa Romeo P3     |       |               |        |